# Scholle (Grund)

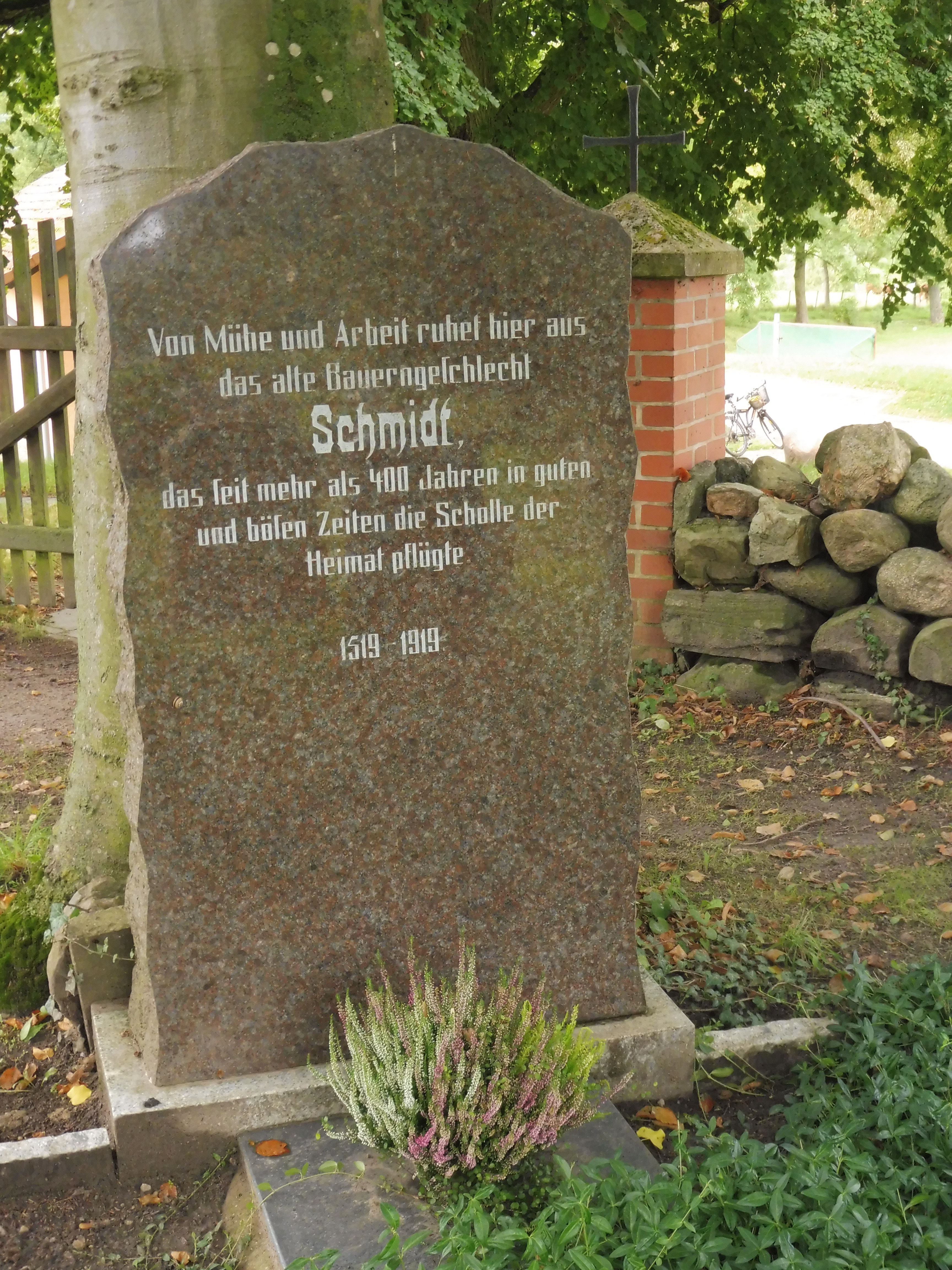
Bäuerliches Erbbegräbnis bei der Dorfkirche Witzin

Die Scholle ist im Ackerbau eine häufig nur noch in der Agrargeschichte des deutschsprachigen Raums verwendete Bezeichnung für den eigenen oder gepachteten Grundbesitz eines Bauern. 

## Bedeutung
Bis ins 19. Jahrhundert wurde auch in rechtlichen Texten damit ganz allgemein der Teil des bewirtschafteten Landes eines Bauern benannt, der ihm pflanzliche Erträge (Feldfrüchte) brachte. Der Bauer war verpflichtet, bei seinem gepachteten Grund zu wohnen, er hatte, zumindest in der Theorie, keine Möglichkeit, sich in einem anderen Gebiet niederzulassen (zum Beispiel, um einem anderen Grundherrn Untertan zu sein, oder gar frei), und war ohne Widerspruchsrecht den Spann- und Frondiensten des Herrn ausgeliefert (Schollenzwang, Schollengebundenheit). Die Schollenbindung verpflichtete aber auch den Grundherrn. Er konnte den Grund nur mitsamt den darauf angesiedelten Bauern an einen anderen Grundherrn verkaufen. Ein Verkauf nur der Bauern oder nur des Landes war unzulässig. In der Praxis wurde die Schollengebundenheit jedoch je nach ökonomischen Gegebenheiten mehr oder minder streng ausgelegt – so war es durchaus üblich, Leibeigene von anderen Herrschern zu kaufen oder gar zu rauben, während auf der anderen Seite die Nachkommen ansässiger Bauern durch Mangel an Arbeitsplätzen teilweise gezwungen waren, auszuwandern.
Nach der Bauernbefreiung im Zeitalter der Aufklärung und der Französischen Revolution kam im 19. Jahrhundert der Begriff der Scholle aus der Mode und blieb nur in romantischen Liedern erhalten. Die Blut-und-Boden-Ideologie des Nationalsozialismus verwendete den Begriff verstärkt im politischen und übertragenen Sinn, allerdings ohne dass er in der Agrarwirtschaft und Agrarpolitik im Deutschen Reich (1933–1945) wieder üblich geworden wäre.
Die Erdscholle, Ackerscholle oder kurz Scholle ist eigentlich ein großes Erdstück, das durch den Pflug auf einem Acker aufgeworfen wird. Der Begriff wird auch veraltet als Metapher für Heimat gebraucht. Eine Erwähnung finden Schollen in Art. 163 Abs. 1 S. 1 der Verfassung des Freistaates Bayern: „Der Bauer ist nicht an die Scholle gebunden.“